# Festival Internacional de Cine de Cannes de 1982
El 35º Festival de Cine de Cannes se celebró entre el 14 al 26 de mayo de 1982. La Palma de Oro fue otorgada a Missing (Desaparecido) de Costa Gavras y a Yol de Şerif Gören y Yılmaz Güney.
El festival se abrió con Intolerancia, dirigida por D. W. Griffith y se cerró con ET, el extraterrestre, dirigida por Steven Spielberg.

## Jurado

### Competición principal
Las siguientes personas fueron nominadas para formar parte del jurado de la competición principal en la edición de 1982:
- Giorgio Strehler (Italia) Presidente
- Jean-Jacques Annaud (Francia)
- Suso Cecchi d'Amico (Italia)
- Geraldine Chaplin (EE. UU.)
- Gabriel García Márquez (Colombia)
- Florian Hopf (RFA)
- Sidney Lumet (EE.UU.)
- Mrinal Sen (India)
- Claude Soule (Francia) (funcionario del CST)
- René Thévenet (Francia)

## Selección oficial

### En competición – películas
Las siguientes películas compitieron por la Palma d'Or:
- À toute allure de Robert Kramer
- Una cierta mirada de Károly Makk
- Britannia Hospital de Lindsay Anderson
- Cecilia de Humberto Solás
- Tag der Idioten de Werner Schroeter
- Fitzcarraldo de Werner Herzog
- El hombre de Chinatown de Wim Wenders
- Identificazione di una donna de Michelangelo Antonioni
- A Ilha dos Amores de Paulo Rocha
- Invitation au voyage de Peter Del Monte
- Missing (Desaparecido) de Costa Gavras
- Trabajo Clandestino de Jerzy Skolimowski
- La Notte di San Lorenzo dels germans Taviani
- Pasión de Jean-Luc Godard
- The Return of the Soldier de Alan Bridges
- Vent de sable de Mohammed Lakhdar-Hamina
- Shoot the Moon de Alan Parker
- Smithereens de Susan Seidelman
- Douce enquête sur la violence de Gérard Guérin
- La Nuit de Varennes de Ettore Scola
- Ah Q zheng zhuan de Fan Cen
- Yol de Şerif Gören y Yılmaz Güney

### Un Certain Regard
Las siguientes películas fueron elegidas para competir en Un Certain Regard:
- Elia Kazan Outsider de Annie Tresgot
- Elippathayam de Adoor Gopalakrishnan
- Cinq et la peau de Pierre Rissient
- Forty Deuce de Paul Morrissey
- O lacrima de fata de Iosif Demian
- Das Tripas Coração de Ana Carolina
- Lettre à Freddy Buache de Jean-Luc Godard
- Les petites guerres de Maroun Bagdadi
- Monkey Grip de Ken Cameron
- Roza de Hristoforos Hristofis
- Nasvidenje v naslednji vojni de Živojin Pavlović
- Kundskabens træ de Nils Malmros
- Finye de Souleymane Cissé
- Une villa aux environs de New York de Benoît Jacquot

### Películas fuera de competición
Las siguientes películas fueron elegidas para ser proyectadas fuera de competición:
- Bonjour Mr. Lewis de Robert Benayoun
- Brel de Frédéric Rossif
- Chronopolis de Piotr Kamler
- Creepshow de George A. Romero
- ET, el extraterrestre de Steven Spielberg
- Intolerancia de D. W. Griffith
- Le mystère Picasso de Henri-Georges Clouzot
- Parsifal de Hans-Jürgen Syberberg
- Pink Floyd The Wall de Alan Parker

### Cortometrajes en competición
Los siguientes cortometrajes competían para la Palma de Oro al mejor cortometraje:
- Bumerang de Zsuzsanna Zsáky
- The Cooler de Lol Creme y Kevin Godley
- Elsa de Marja Pensala
- Meow de Marcos Magalhães
- Merlin ou le cours de l'or de Arthur Joffé
- Sans préavis de Michel Gauthier
- Szarnyaslenyek boltja de Laszlo Halmai
- Ted Baryluk's Grocery de John Paskievich, Mike Mirus

## Secciones paralelas

### Semana Internacional de los Críticos
Las siguientes películas fueron elegidas para ser proyectadas en la Semana de la Crítica (21º Semaine de la Critique):
Películas en competición
- The Angel de Patrick Bokanowski (Francia)
- Czule miejsca de Piotr Andrejew (Polonia)
- Dhil al ardh (L’Ombre de la terre) de Taieb Louhichi (Túnez/Francia)
- Mourir à trente ans de Romain Goupil (Francia)
- Jom de Ababacar Samb-Makharam (Senegal)
- Målaren de Güran Du Rees y Christina Olofson (Suecia)
- Parti sans laisser d'adresse de Jacqueline Veuve (Suiza)

### Quincena de realizadores
Las siguientes películas fueron elegidas para ser proyectadas en la Quincena de Realizadores de 1983 (Quinzaine des Réalizateurs):
- Arais Min Kassab de Jillali Ferhati
- At de Ali Ozgentürk
- Batch 81 de Mike De Leon
- Bolívar, Sinfonía Tropical de Diego Risquez
- Daimler-Benz Limousine (Limuzyna Daimler-Benz) de Filip Bajon
- Dakhal de Goutam Ghose
- Falensterul de Savel Stiopul
- La Familia Orozco de Jorge Reyes
- Les fleurs sauvages de Jean Pierre Lefebvre
- Heatwave de Philip Noyce
- India, A Filha do Sol de Fabio Barreto
- Kaliyugaya de Lester James Peries
- Kisapmata de Mike De Leon
- Les Papiers d’Aspern d'Eduardo de Gregorio
- The Scarecrow de Sam Pillsbury
- Sekka Tomurai Zashi de Yoichi Takabayashi
- The Story Of Woo Viet de Ann Hui
- Megáll az idő de Peter Gothar
- Too Far to Go de Fielder Cook
- La vela incantata de Gianfranco Mingozzi

Cortometrajes
- Bogus de Ghislain Honoré, Jacques Lizzi
- Carry On Britannia de Stuart Rumens
- Coeurs Marins de Carlos Pedro de Andrade Jr
- Faces de (director not stated)
- Gratia Plena de (director no acreditado)
- Sopa de Pollo de Mamá de Carlos Castillo

## Premios

### Premios oficiales

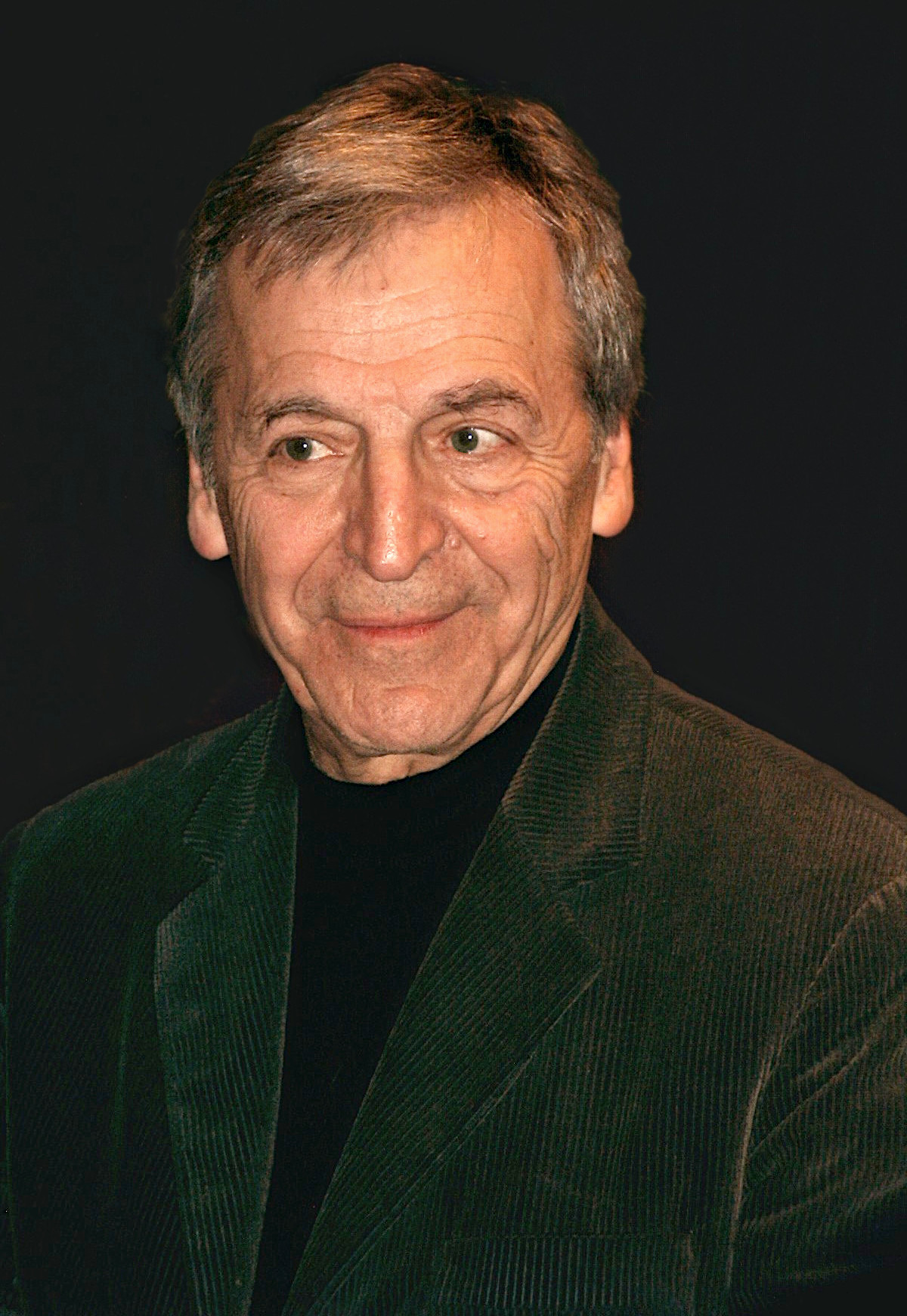
Costa Gavras, co-guanyador de la Palma d'Or

Els galardonados en las secciones oficiales de 1982 fueron:
- Palma de Oro: 
  - Missing (Desaparecido) de Costa Gavras
  - Yol de Şerif Gören y Yılmaz Güney
- Gran Premio del Jurado: La Notte di San Lorenzo de los Hermanos Taviani
- Mejor director:  Werner Herzog por Fitzcarraldo
- Mejor guion: Jerzy Skolimowski por Trabajo Clandestino
- Mejor actriz: Jadwiga Jankowska-Cieślak por Una cierta mirada
- Mejor actor: Jack Lemmon por Missing (Desaparecido)
- Mejor contribución artística: Bruno Nuytten por Invitation au voyage
- Premio 35º Aniversario: Identificazione di una donna de Michelangelo Antonioni
- Premio del Jurado:  Kharij de Mrinal Sen

Caméra d'or
- Caméra d'or: Mourir à trente ans de Romain Goupil
- Palma de Oro al mejor cortometraje: Merlin ou le cours de l'or de Arthur Joffé
- Premio del Jurado al mejor cortometraje: Meow de Marcos Magalhães

### Premios independentes
Premios FIPRESCI
- Yol de Şerif Gören y Yilmaz Güney (Unànimement)
- Egymásra nézve de Károly Makk (premio especial)
- Les fleurs sauvages de Jean Pierre Lefebvre (Quincena de Realizadores)

Commission Supérieure Technique
- Gran Premio Técnico: Raoul Coutard por Pasión

Jurado Ecuménico
- Premio del Jurado Ecuménico: La Notte di San Lorenzo de los Hermanos Taviani
- Jurado Ecuménico - Mención especial:  Dhil al ardh de Taieb Louhichi i Yol de Şerif Gören y Yilmaz Güney[14]

Premio de la Juventud 
- Película extranjera: Time Stands Still de Péter Gothár
- Película francesa: Mourir à trente ans de Romain Goupil

Otros premios
- Premio Honorario: "Hommage à Satyajit Ray"[15]